# 帕維爾·卡德扎貝克
帕維爾·卡德扎貝克（1992年4月25日—）是一位捷克足球運動員。在場上的位置是右後衛。現效力於捷克足球甲级联赛球隊布拉格斯巴達。他曾代表捷克國家足球隊參賽。

## 外部連結
- Soccerway資料庫：帕維爾·卡德扎貝克